# Deborah Allen
Deborah Allen, nata Deborah Lynn Thurmond (Memphis, 30 settembre 1953), è una cantante statunitense.

## Discografia

### Album in studio
- 1980 - Trouble in Paradise
- 1984 - Let Me Be the First
- 1987 - Telepathy
- 1993 - Delta Dreamland
- 1994 - All That I Am
- 2000 - The Best of Deborah Allen
- 2000 - Hands On
- 2000 - Deb in the Raw
- 2006 - Memphis Princess
- 2011 - Hear Me Now
- 2013 - Rockin' Little Christmas

### Raccolte
- 1998 - Anthology

### EP
- 1983 - Cheat the Night